# Zotictla
Zotictla är en ort i Mexiko.   Den ligger i kommunen Acaxochitlán och delstaten Hidalgo, i den sydöstra delen av landet, 130 km nordost om huvudstaden Mexico City. Zotictla ligger 1 745 meter över havet och antalet invånare är 169.
Terrängen runt Zotictla är varierad. Runt Zotictla är det ganska tätbefolkat, med 239 invånare per kvadratkilometer. Närmaste större samhälle är Huauchinango, 12,7 km sydost om Zotictla. I omgivningarna runt Zotictla växer i huvudsak blandskog.